# Asakura Tamotsu
Asakura Tamotsu (jap. 朝倉 保) war ein japanischer Fußballspieler.

## Nationalmannschaft
1927 debütierte Asakura für die japanische Fußballnationalmannschaft. Asakura bestritt zwei Länderspiele. Mit der japanischen Nationalmannschaft qualifizierte er sich für die Far Eastern Championship Games 1927.